# Mount Darwin, Antarktis
Mount Darwin är ett berg i Antarktis. Det ligger i Östantarktis. Nya Zeeland gör anspråk på området. Toppen på Mount Darwin är 2 500 meter över havet.
Terrängen runt Mount Darwin är platt åt sydväst, men åt nordost är den kuperad. Trakten är obefolkad. Det finns inga samhällen i närheten.